# Automotrici Ad 81-88
Le automotrici Ad 81–88 sono state un gruppo di automotrici diesel realizzate dalla FIAT Ferroviaria per le Ferrovie del Sud Est per effettuare il servizio sulle tratte suburbane intorno a Bari ed accoppiate due a due in complessi binati.
Il progetto delle automotrici venne sviluppato sulla base del progetto delle MT 5700 fornite alle TCDD turche e delle automotrici ACT ALn 067-082 fornite all'ACT di Reggio Emilia.
Si tratta di complessi binati composti da un'automotrice di prima e seconda classe, accessibile anche agli invalidi (codice MB1), e un'automotrice di seconda classe (codice MB2). Le MB1 sono numerate 81, 83, 85 e 87, mentre le MB2 82, 84, 86 e 88.
Realizzati nel 1999–2000, questi treni hanno rappresentato, insieme agli autotreni ATR 220, i mezzi più moderni delle FSE nei primi anni 2000 e 2010.
Nel 2019 terminano il loro servizio per poi essere accantonate a Bari Sud Est. L'unico complesso binato demolito è stato il primo complesso Ad 81+82.

## Tecnica
È un'automotrice a motore endotermico alimentato a gasolio.
Rispetto a tutti gli altri mezzi di questa famiglia di automotrici le Ad 81-88 si distingue per le elevate prestazioni, essendo dotate di motori Iveco IVECO-AIFO 8217 SRI utilizzati anche nell'ATR 410 10.00 da 280 kW.
La velocità massima per cui sono omologate è di 150 km/h.
Altra innovazione è rappresentata dalla frenatura idraulica grazie al cambio VOITH T211 r3.